# Gil Delannoi
« Delannoi » redirige ici. Pour les articles homophones, voir De Lannoy, Delannois, Delannoy et Delanois.
Gil Delannoi, né le 15 janvier 1958, est un politologue français.

## Biographie
Après avoir soutenu une thèse de doctorat d'État en science politique en 1982, il entre au  Cevipof où il effectue l'ensemble de sa carrière. C'est un spécialiste de la démocratie et des procédures démocratiques, de l'histoire des formes politiques et du nationalisme, du libéralisme et de la pensée politique.
Il étudie notamment le tirage au sort, dont il relativise les effets égalitaires.
Il a travaillé notamment en collaboration avec Pierre-André Taguieff et co-traduit un ouvrage d'Isaiah Berlin. Il est membre du comité de rédaction des revues Commentaire et Zénon.
Il distingue la construction de la nation comme forme et projet démocratique du nationalisme, autoritaire et hégémonique.
En décembre 2024 est paru aux PUF (Presses Universitaires de France) Les Leçons de Maître Jean, sagesses de La Fontaine: une lecture des Fables comme une totalité, un ensemble dans lequel s’exprime l’art de la variation. Cet art se situe à l’opposé de l’esprit de système, illustré dans ce livre par les Maximes de La Rochefoucauld. Bien que La Fontaine désigne son contemporain moraliste comme l’un de ses maîtres, le disciple ne suit pas le maître en tout point. Au contraire d’un système, l’intelligence des situations est le la méthode, la forme et le résultat des Fables. Elle se déploie par la lecture d’infinis cycles de variations. Les Fables sont des cartes à jouer, déposées méticuleusement par l’auteur. Ces combinaisons de variations laisse le jeu ouvert à toutes les formes de lecture et de lecteurs.

## Publications
- Les Années utopiques (1968-1978), suivi d'une chronologie culturelle détaillée (janvier 1967 - décembre 1979), établie par Véronique Julia, Paris, La Découverte, « Textes à l'appui. Série L'aventure intellectuelle de la France au XXe siècle », no 8, 1990.  (ISBN 2-7071-1936-9)
- avec Pierre-André Taguieff (dir.), Théories du nationalisme, Paris, Kimé, « Histoire des idées, théorie politique et recherches en sciences sociales », 1991.  (ISBN 2-908212-10-2)[8],[9].
- Éloge de la prudence, Paris, Berg international, « Pensée politique et sciences sociales », 1993.  (ISBN 2-900269-82-2)
- Sociologie de la nation : Fondements théoriques et expériences historiques, Paris, Armand Colin, coll. « Cursus. Sociologie », 1999, 192 p. (ISBN 2-200-21940-7)[10],[11].
- avec Pierre-André Taguieff (dir.), Nationalismes en perspective, Paris, Berg international, « Pensée politique et sciences sociales », 2001.  (ISBN 2-911289-37-4)
- La Nation, Paris, Le Cavalier bleu, 2010.  (ISBN 978-2-84670-318-5)
- L’Écho et l’Arc-en-ciel : Cinquante-deux essais sur l’attention, Paris, Berg international, 2010, 215 p.[12].
- avec Oliver Dowlen (eds), Sortition: Theory and Practice, Exeter, Imprint Academics, 2010.
- La nation contre le nationalisme : ou la résistance des nations, Paris, Presses universitaires de France, 2018, 272 p. (ISBN 978-2-13-080046-0, présentation en ligne, lire en ligne)[13],[14],[15],[16],[17].
- Le tirage au sort : Comment l'utiliser ?, Paris, Presses de Sciences Po, coll. « Nouveaux Débats », 2019, 152 p. (ISBN 9782724622508, lire en ligne)[18],[19].

### Traduction
- avec Alexis Butin, Isaiah Berlin, Le sens des réalités, (The sense of reality), préface de Gil Delannoi, Paris, Éditions des Syrtes, 2003.  (ISBN 2-84545-064-8)